# 布林克敦 (密蘇里州)
布林克敦（英語：Brinktown）是位於美國密蘇里州瑪麗縣的非建制地區。

## 歷史
布林克敦的郵局自1903年營運至今。

## 地理
布林克敦所處的海拔為高於海平面322米（即1056英呎），而該地所採用的時區為UTC-6，即北美中部時區（CST）。同時該地設有夏令時間，為UTC-6調快一小時，即UTC-5（CDT）。